# Кузьминовка (Шарлыкский район)
Кузьминовка — село в Шарлыкском районе Оренбургской области в составе Константиновского сельсовета. 

## География
Находится на расстоянии примерно 16 километров по прямой на северо-восток от районного центра села  Шарлык.

## Население
Население составляло 9 человек в 2002 году (русские 78%),  4 по переписи 2010 года.